# Big 12 Conference (pallavolo)
La Big 12 Conference è una delle 32 conference di pallavolo femminile affiliate alla NCAA Division I, la squadra vincitrice accede di diritto al torneo NCAA.

## Membri

| Squadra         | Sede           | Stato                | Fondazione | Soprannome   | Affiliazione |
| --------------- | -------------- | -------------------- | ---------- | ------------ | ------------ |
| Arizona         | Tucson         | Arizona              | 1977       | Wildcats     | 2024         |
| Arizona State   | Tempe          | Arizona              | 1973       | Sun Devils   | 2024         |
| Baylor          | Waco           | Texas                | 1978       | Bears        | 1996         |
| Brigham Young   | Provo          | Utah                 | 1969       | Cougars      | 2023         |
| Central Florida | Orlando        | Florida              | 1975       | Knights      | 2023         |
| Cincinnati      | Cincinnati     | Ohio                 | 1972       | Bearcats     | 2023         |
| Colorado        | Boulder        | Colorado             | 1986       | Buffaloes    | 2024         |
| Houston         | Houston        | Texas                | 1967       | Cougars      | 2023         |
| Iowa State      | Ames           | Iowa                 | 1973       | Cyclones     | 1996         |
| Kansas          | Lawrence       | Kansas               | 1975       | Jayhawks     | 1996         |
| Kansas State    | Manhattan      | Kansas               | 1974       | Wildcats     | 1996         |
| Texas Christian | Fort Worth     | Texas                | 1996       | Horned Frogs | 2012         |
| Texas Tech      | Lubbock        | Texas                | 1975       | Red Raiders  | 1996         |
| Utah            | Salt Lake City | Utah                 | 1975       | Utes         | 2024         |
| West Virginia   | Morgantown     | Virginia Occidentale | 1974       | Mountaineers | 2012         |

### Ex membri
| College   | Ingresso | Uscita |
| --------- | -------- | ------ |
| Nebraska  | 1996     | 2010   |
| Missouri  | 1996     | 2011   |
| Texas A&M | 1996     | 2011   |
| Oklahoma  | 1996     | 2023   |
| Texas     | 1996     | 2023   |

## Arene
| Squadre         | Arene                           | Capacità |
| --------------- | ------------------------------- | -------- |
| Arizona         | McKale Memorial Center          | 14 655   |
| Arizona State   | Desert Financial Arena          | 14 000   |
| Baylor          | Ferrell Center                  | 6 000    |
| Brigham Young   | Smith Fieldhouse                | 5 000    |
| Central Florida | The Venue at UCF                | 2 000    |
| Cincinnati      | Fifth Third Arena               | 12 000   |
| Colorado        | CU Events Center                | 11 064   |
| Houston         | Fertitta Center                 | 7 100    |
| Iowa State      | Hilton Coliseum                 | 14 356   |
| Kansas          | Horejsi Family Athletics Center | 1 300    |
| Kansas State    | Ahearn Field House              | 5 000    |
| Texas Christian | University Recreation Center    | 1 900    |
| Texas Tech      | United Supermarkets Arena       | 15 000   |
| Utah            | Jon M. Huntsman Center          | 15 000   |
| West Virginia   | WVU Coliseum                    | 14 000   |

## Albo d'oro
| Anno          | Podio          | Podio                           | Podio                           |
| Campione      | Seconda        | Terza                           |                                 |
| ------------- | -------------- | ------------------------------- | ------------------------------- |
| 1996 Dettagli | Nebraska       | Texas                           | Texas A&M                       |
| 1997 Dettagli | Texas          | Nebraska Colorado               | -                               |
| 1998 Dettagli | Nebraska       | Texas                           | Colorado                        |
| 1999 Dettagli | Nebraska       | Texas A&M                       | Texas                           |
| 2000 Dettagli | Nebraska       | Missouri Kansas State Texas A&M | -                               |
| 2001 Dettagli | Nebraska       | Texas A&M                       | Kansas State                    |
| 2002 Dettagli | Nebraska       | Kansas State                    | Missouri                        |
| 2003 Dettagli | Kansas State   | Nebraska                        | Texas A&M Colorado Kansas       |
| 2004 Dettagli | Nebraska       | Texas                           | Missouri Texas A&M              |
| 2005 Dettagli | Nebraska       | Texas                           | Missouri                        |
| 2006 Dettagli | Nebraska       | Oklahoma                        | Texas                           |
| 2007 Dettagli | Nebraska Texas | -                               | Kansas State                    |
| 2008 Dettagli | Nebraska Texas | -                               | Kansas State                    |
| 2009 Dettagli | Texas          | Iowa State                      | Nebraska                        |
| 2010 Dettagli | Nebraska       | Texas                           | Iowa State Oklahoma             |
| 2011 Dettagli | Texas          | Iowa State                      | Texas A&M                       |
| 2012 Dettagli | Texas          | Iowa State                      | Kansas                          |
| 2013 Dettagli | Texas          | Kansas                          | Oklahoma Iowa State             |
| 2014 Dettagli | Texas          | Kansas Iowa State Oklahoma      | -                               |
| 2015 Dettagli | Texas          | Kansas                          | Iowa State                      |
| 2016 Dettagli | Kansas         | Texas                           | Iowa State                      |
| 2017 Dettagli | Texas          | Baylor                          | Iowa State Kansas               |
| 2018 Dettagli | Texas          | Baylor                          | Oklahoma Iowa State             |
| 2019 Dettagli | Baylor Texas   | -                               | Oklahoma                        |
| 2020 Dettagli | Texas          | Baylor                          | Kansas State                    |
| 2021 Dettagli | Texas          | Baylor                          | West Virginia Iowa State Kansas |
| 2022 Dettagli | Texas          | Baylor                          | Texas Christian                 |
| 2023 Dettagli | Texas          | Kansas                          | Brigham Young                   |
| 2024 Dettagli | Arizona State  | Kansas                          | Utah Baylor                     |

## Palmarès
| Squadre       | Titoli | Stagioni                                                                                       |
| ------------- | ------ | ---------------------------------------------------------------------------------------------- |
| Texas         | 16     | 1997, 2007, 2008, 2009, 2011, 2012, 2013, 2014, 2015, 2017, 2018, 2019, 2020, 2021, 2022, 2023 |
| Nebraska      | 12     | 1996, 1998, 1999, 2000, 2001, 2002, 2004, 2005, 2006, 2007, 2008, 2010                         |
| Kansas State  | 1      | 2003                                                                                           |
| Kansas        | 1      | 2016                                                                                           |
| Baylor        | 1      | 2019                                                                                           |
| Arizona State | 1      | 2024                                                                                           |